# Quetecsaurus
Quetecsaurus là một chi khủng long, được González-Riga (as González Riga) & David mô tả khoa học năm 2014.